# Гибсон, Шейн
Шейн Гибсон (21 февраля 1979, Хума, Луизиана — 15 апреля 2014, Бирмингем, Алабама) — бывший второй гитарист ню-метал-группы Korn, присоединившийся к группе после ухода Клинта Ловери в октябре 2007. Джонатан Дэвис утверждает, что Шейн «напоминает ему Хэда», и что «он интроверт, и когда он входит в комнату, вещи того и гляди свалятся вокруг него". Основной группой Шейна была Mr. Stork, экспериментальная рок-группа, сочетающая множество различных стилей, включая трэш-метал и прогрессивный рок.
Гибсон умер 15 апреля 2014 года, в Бирмингеме, штат Алабама, от осложнений расстройства свертывания крови. Его последняя запись в которой он принял участие, был альбом «Broken Pieces» вместе с группой stOrk.

## Дискография
С Mr. Stork
- Mr. Stork (2005)

с Джонатаном Дэвисом
- Alone I Play CD и DVD (2007)
- Неназванный сольный альбом (2008)

1. ↑  Find a Grave (англ.) — 1996.